# Dýňový olej
Dýňový olej je rostlinný olej z tykve olejné používaný zejména ve střední Evropě. 

## Výroba oleje
Dýňový olej se vyrábí lisováním semínek tykve olejné. Vznikl v období Rakousko-Uherské monarchie, v roce 1735, vyšlechtěním tykve olejné profesorem Erichem Čermákem. Tykev olejná se pěstuje v tradiční oblasti jižního Štýrska, ale i jižního Burgenlandu a přilehlých oblastí Maďarska, Chorvatska a Slovinska a také v Rusku. Plody váží kolem 8–10 kilogramů. Olej má tmavě zelenou až po červenočernou barvu, a proto se mu někdy přezdívá černé zlato. Jeden z nejznámějších olejů je Štýrský olej, lisovaný za studena, který je vývozním artiklem Rakouska a Slovinska. Tykve se sbírají na podzim, je udělána ruční extrakce semen, která se poté promyjí a usuší při teplotě 50 stupňů Celsia. Pro extrakci oleje ze suché mouky se mletá semena smíchají s vodou a potom solí i praží, dokud nedojde k neodpaření vody. Těsto se neustále míchá. Pražení je nutné k oddělení bílkovin obsažených v jádrech od oleje. Hotová kaše se poté lisuje. Výhodou oproti ostatním olejům je, že lisování se může provádět během celého roku. Další významní producenti byly v roce 2022 v Maďarsku, Rumunsku a na Ukrajině. 

## Použití
V kuchyni, až do 70 let dvacátého století, byl znám pouze v Rakousku, poté se postupně začal využívat i v jiných zemích a to zejména ve střední Evropě, v jihovýchodním Rakousku (Štýrsku), východním Slovinsku (Štýrsko a Prekmurje), střední Transylvánii, Orastie-Cugir regionu v Rumunsku, v severozápadním Chorvatsku a v některých oblastech Maďarska. Má oříškovou vůni a příchuť. Používá se například k ochucení salátu, sulců, polévek, bramborové kaše nebo těstovin. V kosmetice se používá v přípravkách pro zvláčnění pokožky, proti lámavosti nehtů. Olej obsahuje kyselinu linolovou, olejovou, palmitovou a myristovou. Dále obsahuje Vitamín K, Vitamín E, vitamín A a karotenoidy. Ve farmacii a medicíně se používá pro obsah selenu a vitamínu E jako antioxidant pro organismus, proti artritidě a prostatitidě.

## Galerie

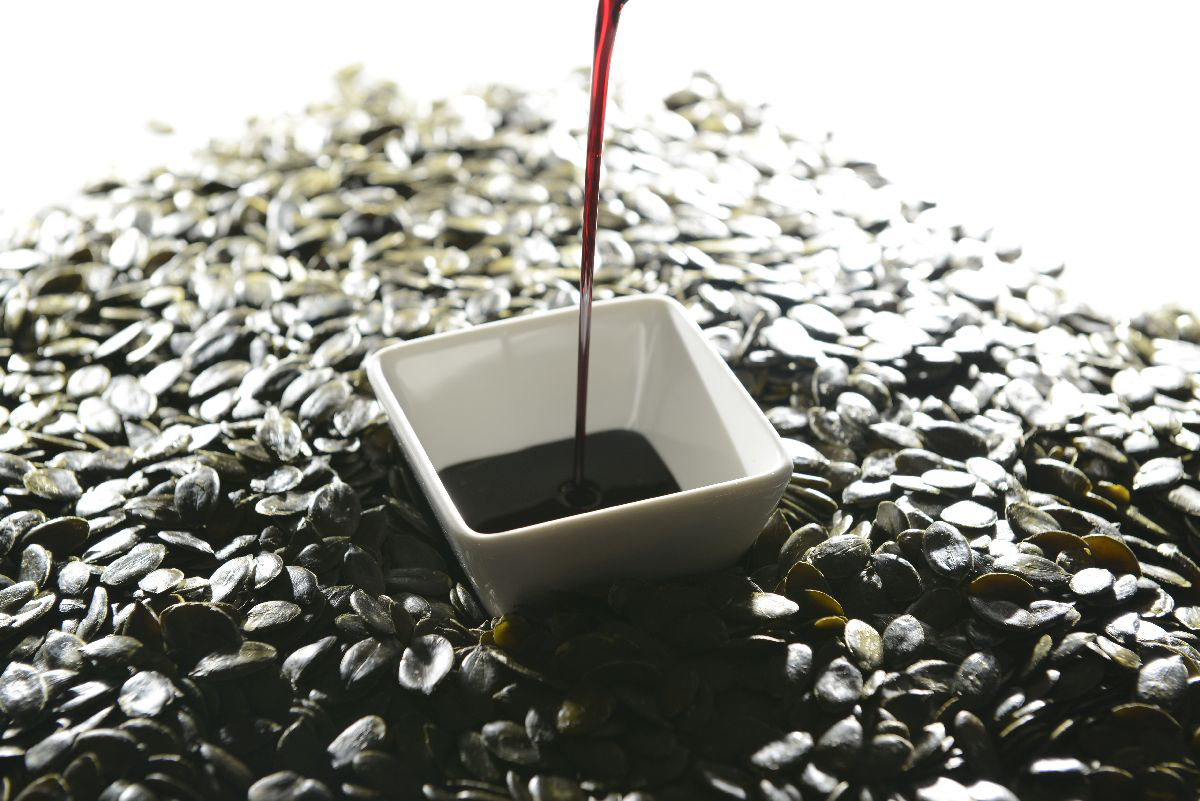
Dýňový olej
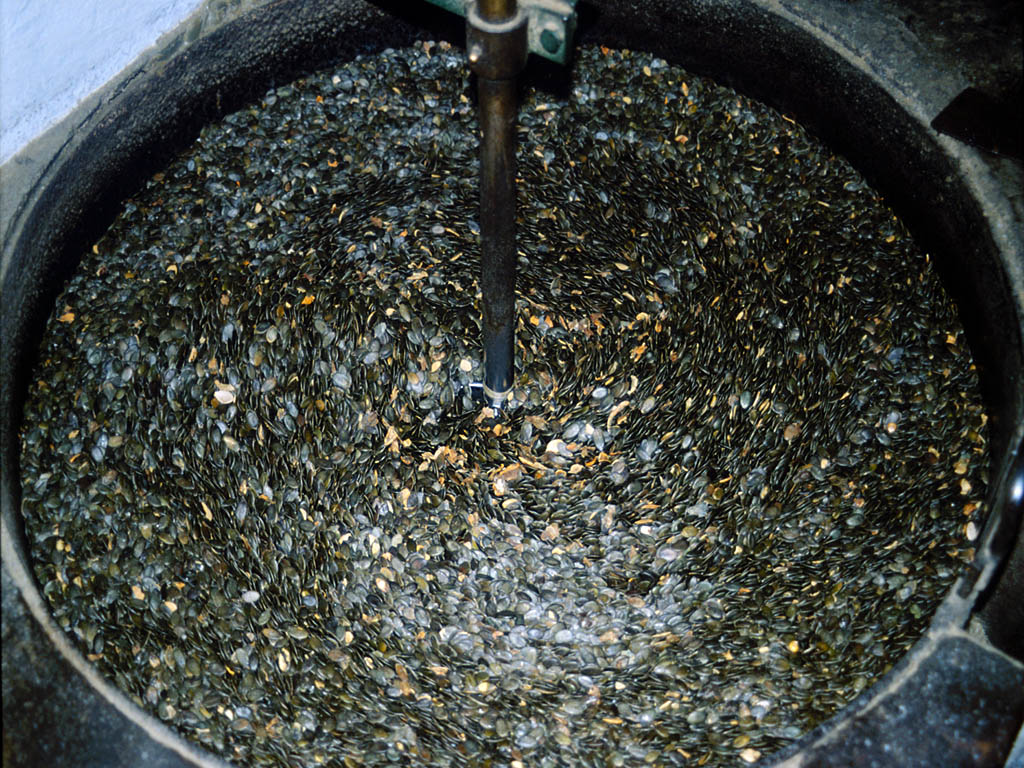
Dýňová semínka
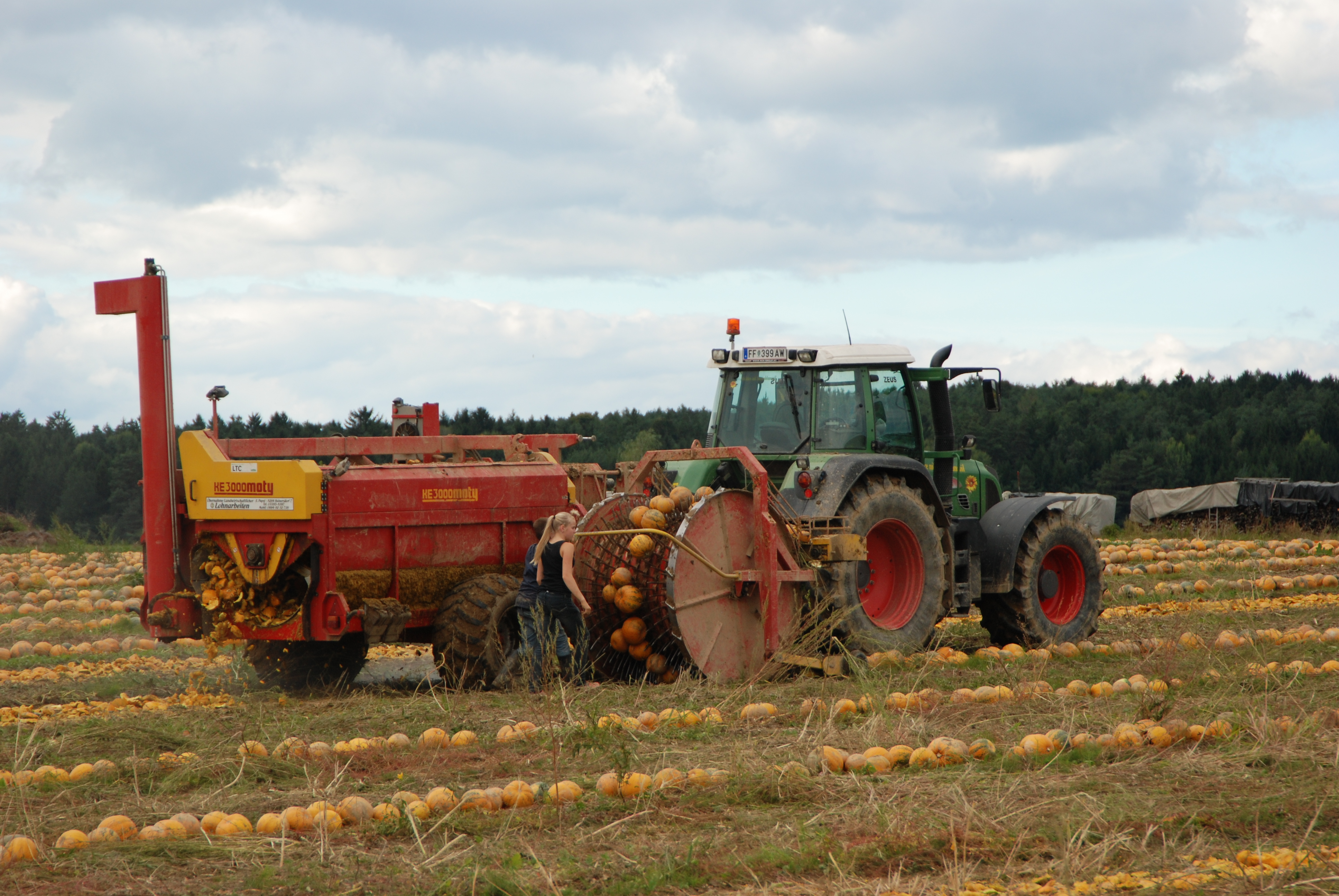
Stroj na sběr dýní
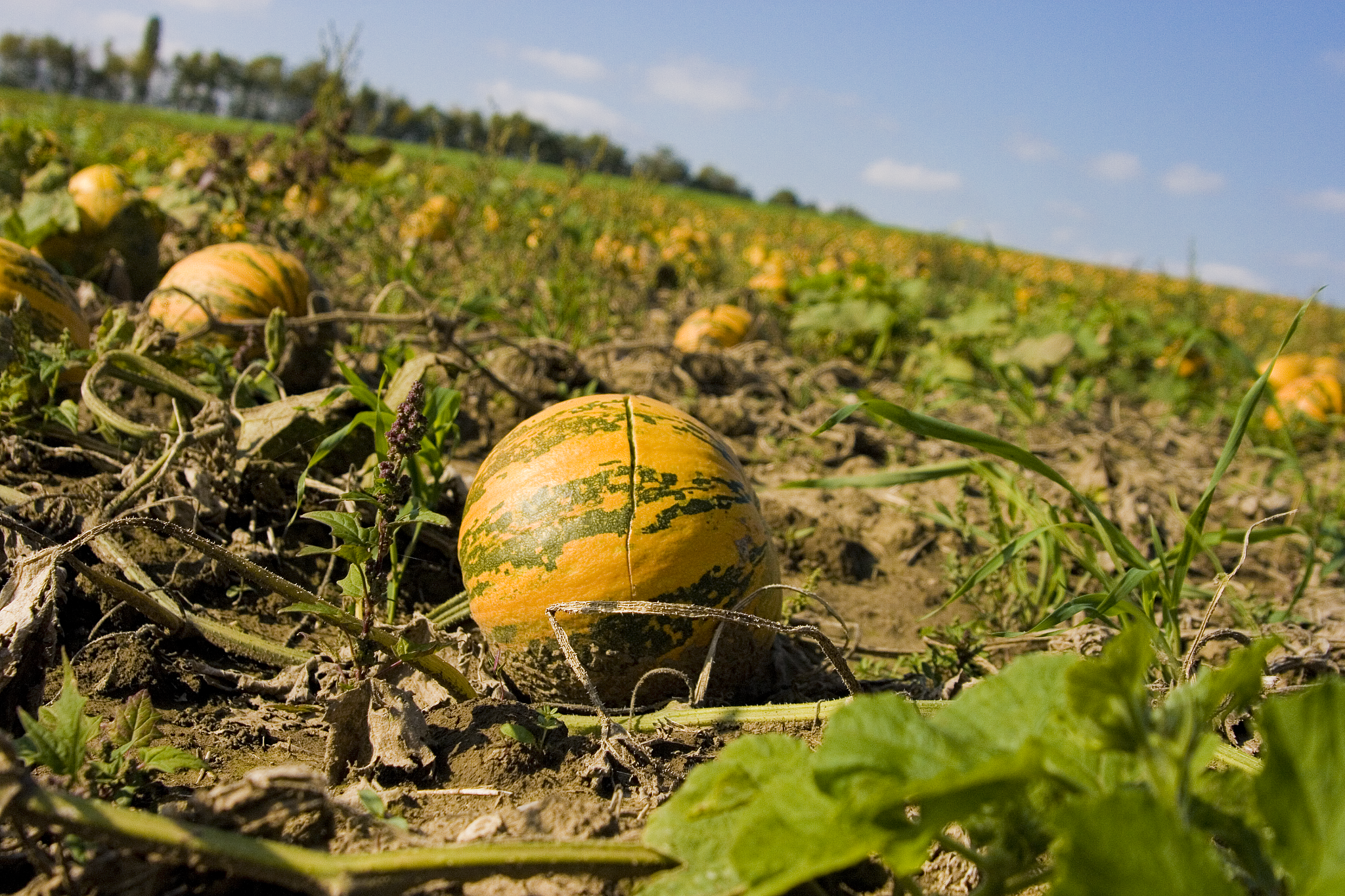
Tykev (dýně)
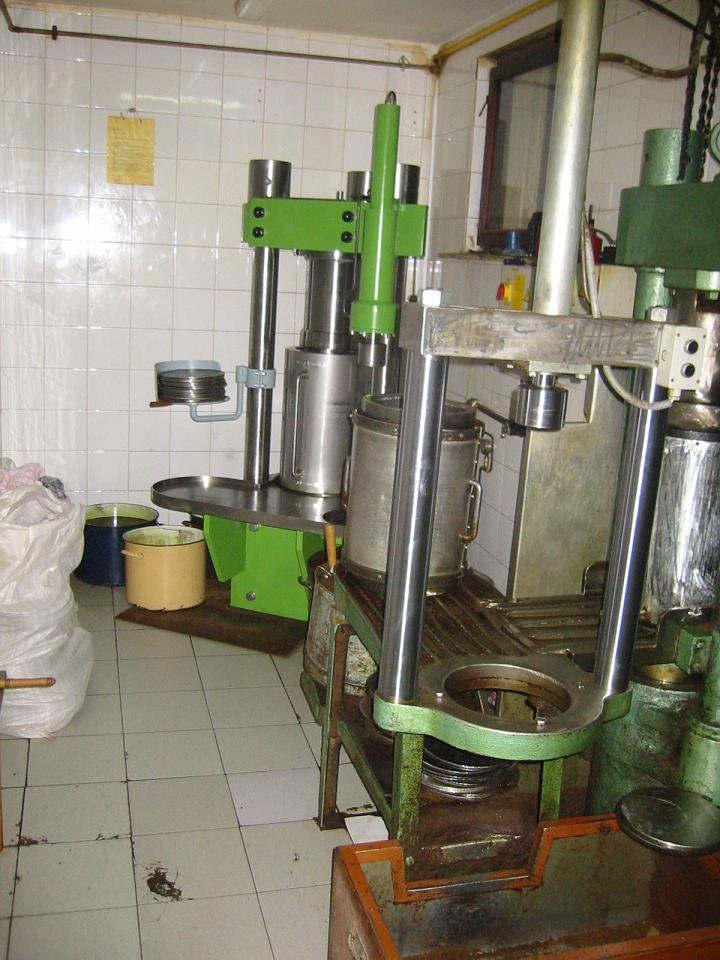
Továrna na lisování dýňového oleje